# Itasina
Itasina, monotipski biljni rod iz porodice štitarki smješten u tribus Annesorhizeae. Jedina je vrsta I. filifolia, endem iz Južnoafričke Republike gdje je poznata kao Grass Parsely.
Trajnica je visine do 45 cm koja raste po pješčanim i vapnenastim tlima. Cvate od studenog do travnja.